# Öja kyrka, Gotland
Öja kyrka är en kyrkobyggnad i Öja på Gotland. Den är församlingskyrka i Hoburgs församling i Visby stift.

## Kyrkobyggnaden
Kyrkan är en stenkyrka vars äldsta delar härrör från 1200-talets början. Den innehåller ett flertal konsthistoriskt intressanta målningar samt Nordens enda stående triumfkrucifix.
Kyrkan är byggd i etapper. Den äldsta delen är det ovanliga koret med inbyggd absid  uppfört under 1200-talets första hälft. Koret har till det yttre en rak vägg i öster, medan det till det inre har absidens halvrunda utformning. Det stora långhuset präglat av gotik som särskilt märks i sydportalen och till det inre i valven som bärs upp av fyra pelare, har byggts under senare delen av 1200-talet. Det höga tornet i väster med sina gotiska gallerier är uppfört under  1300-talets senare del av en anonym mästare Egypticus verkstad. Under 1800-talet tillkom en sakristia  i norr, förbunden med koret. 
Det är inte osannolikt att den första kyrkan var en liten träkyrka som senare ersattes av en kyrka uppförd i sten. Grundmurar till en romansk kyrka från 1100-talets senare hälft har påträffats vid en utgrävning i nuvarande kyrkan 1939.

## Inventarier
Den  treskeppiga  interiören uppvisar en rik målningsskrud. Vid kyrkans inre restaurering under 1938-1939 framtogs de medeltida kalkmålningar. I korvalvet finns  ornamentmålningar från 1200-talet. Korväggarna pryds av målningar med skiftande motiv som Sankt Mikaels strid med draken, Flykten till Egypten, Sankta Barbara  utförda under 1400-talet. Under samma århundrade har Passionsmästaren försett långhusets väggar med sin passionsfris. Vad inventarierna beträffar märks först och främst:
- Triumfkrucifixet som står på korskranket. Är ett gotiskt arbete från 1200-talets senare hälft utfört av Öjamästaren. Korset omges av en praktfull ring prydd med snidade ornament. De nedre bildfälten skildrar utdrivandet ur Paradiset medan de övre utgörs av bedjande änglar. Kristus med gyllene krona flankeras av den sörjande  Maria och aposteln Johannes. Korsets ändplattor är prydda med evangelistsymboler. Mariastatyn eller Öjamadonnan är en så kallad mater dolorosa och anses vara en av de främsta gotiska träskulpturerna i svensk medeltidskonst. Originalet återfinns nu på Gotlands museum och på plats i kyrkan finns en kopia.[1]
- Altaruppsatsen i kalksten krönt med Kristian IV:s monogram är utförd av stenmästaren Peter Cran, Burgsvik  1643.
- Predikstolen i renässans med ljudtak är tillverkad av snickarmästare Johan Holst, Visby 1628.
- Dopfunten av sandsten från 1600-talet.

### Orgel
- Orgeln med   nygotisk fasad byggd 1884 av Åkerman & Lund, Stockholm. Orgeln är mekanisk och har följande disposition:

| Manual          | Pedal   | Koppel     |
| Borduna 16’ B/D | Bihängd | Man/Ped    |
| Principal 8’    |         | Man 4'/Man |
| Basetthorn 8’   |         |            |
| Rörflöjt 8’     |         |            |
| Salicional 8’   |         |            |
| Octava 4'       |         |            |
| Trumpet 8’      |         |            |

## Kastal
Nordost om kyrkan, på andra sidan landsvägen, finns en ruin efter ett runt medeltida försvarstorn, en så kallad kastal. Den är byggd i sandsten, är 12 meter i diameter och 8–9 meter hög. Kastalen är utgrävd och delvis rekonstruerad. Enligt sägnen finns en underjordisk gång mellan kastalen och kyrkan.

## Galleri

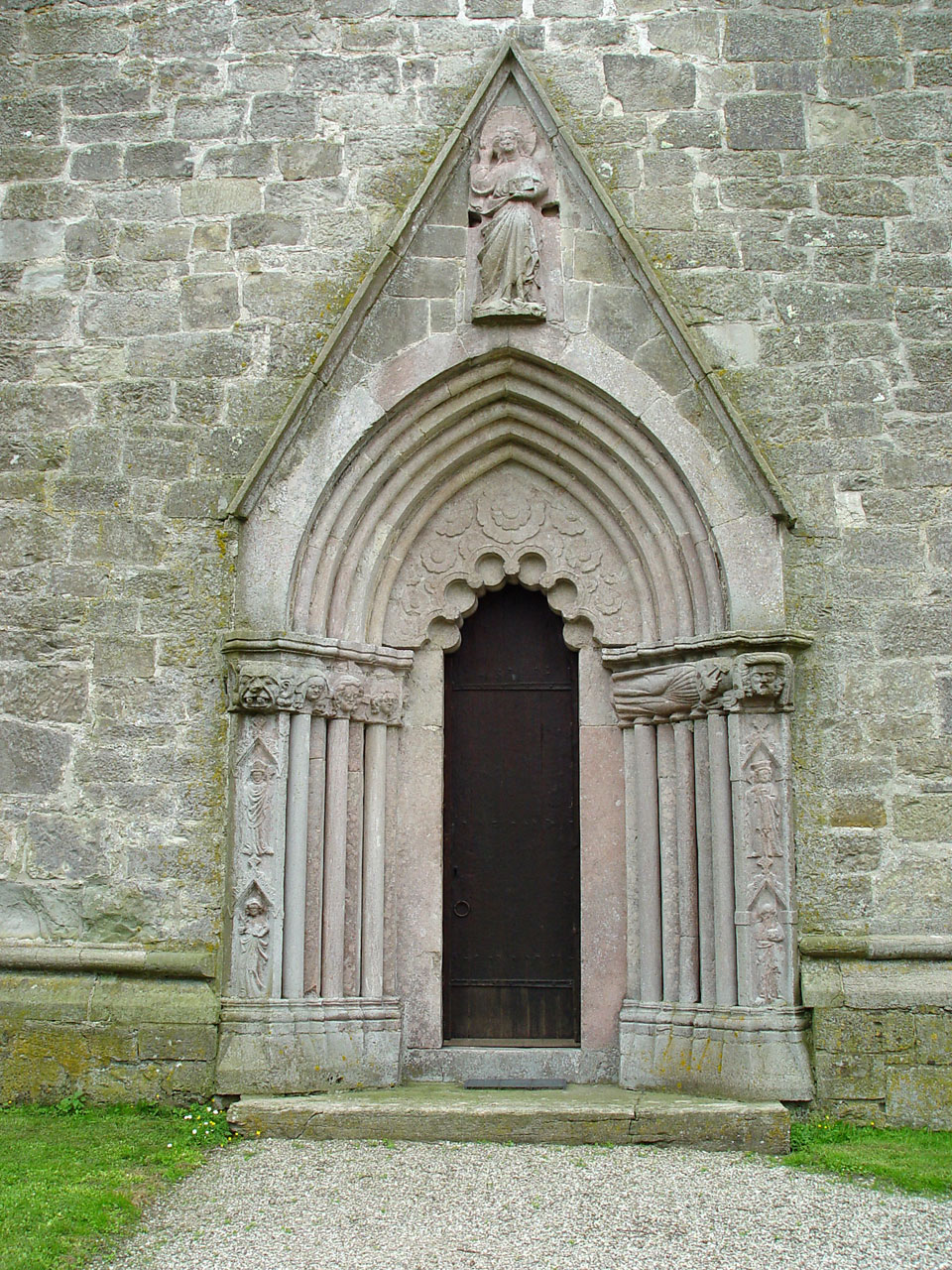
Portal på nordsidan av tornet.
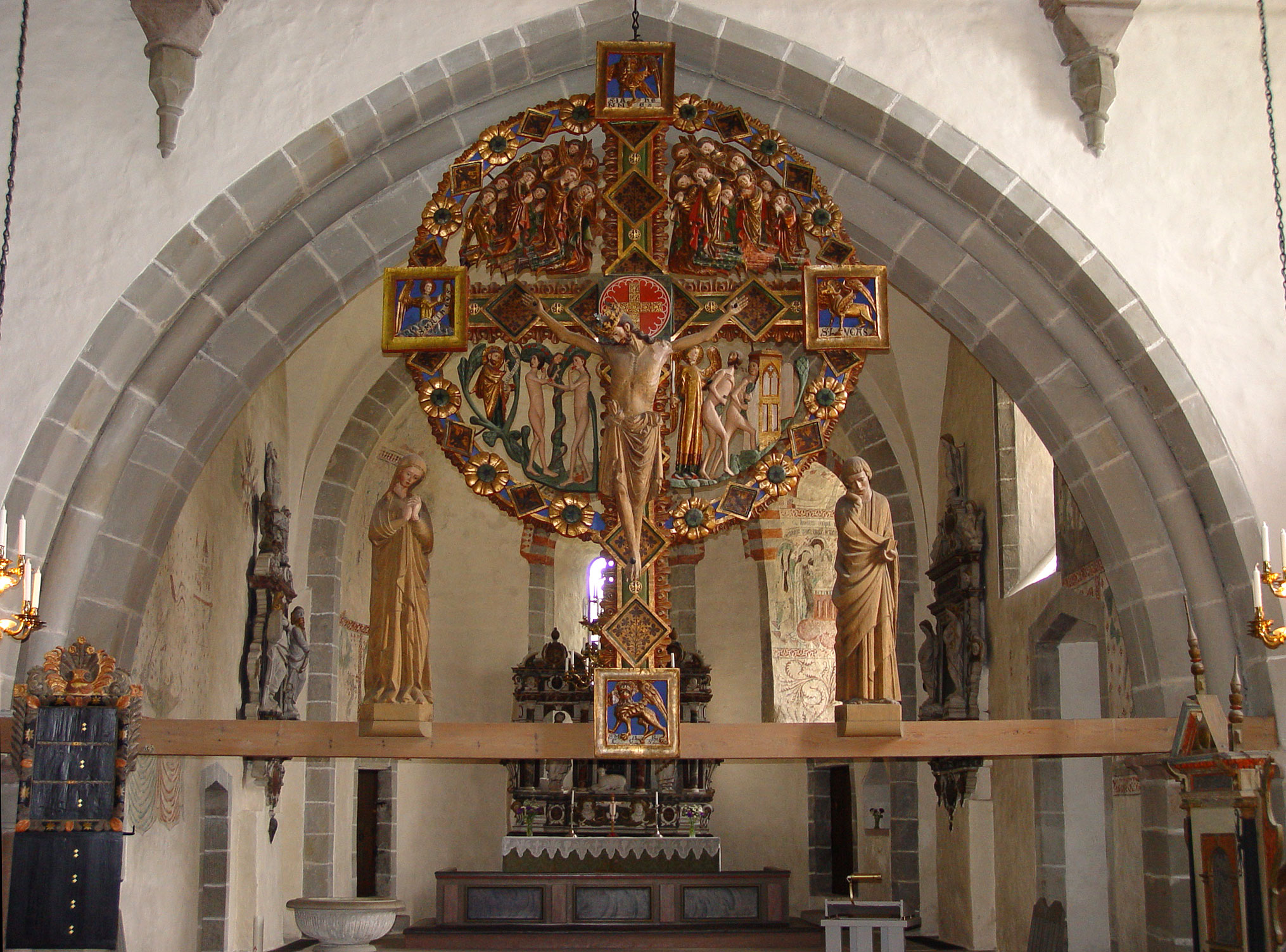
Triumfkrucifix på korskrank från 1275.
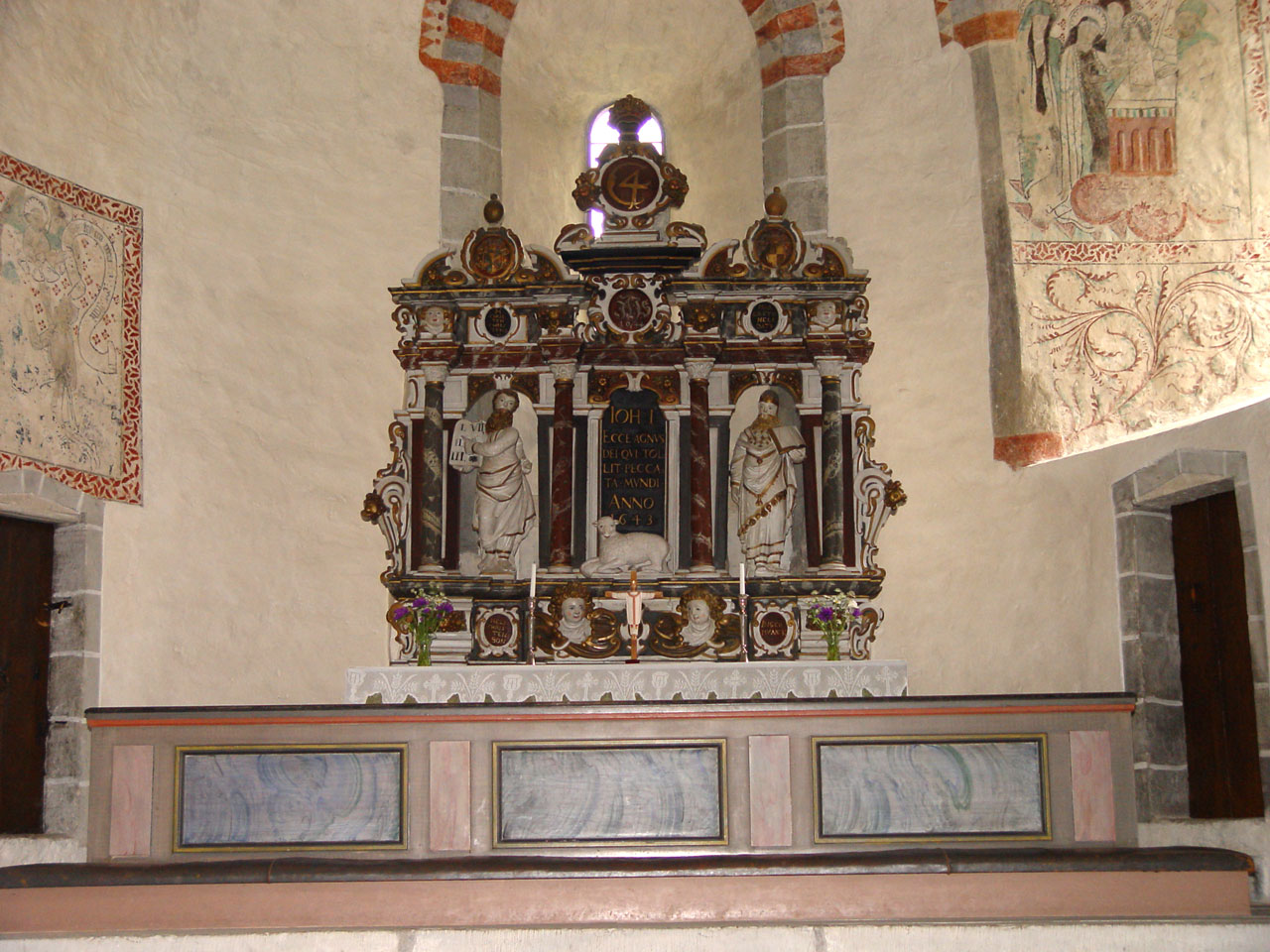
Altaruppsats i sandsten från 1643.
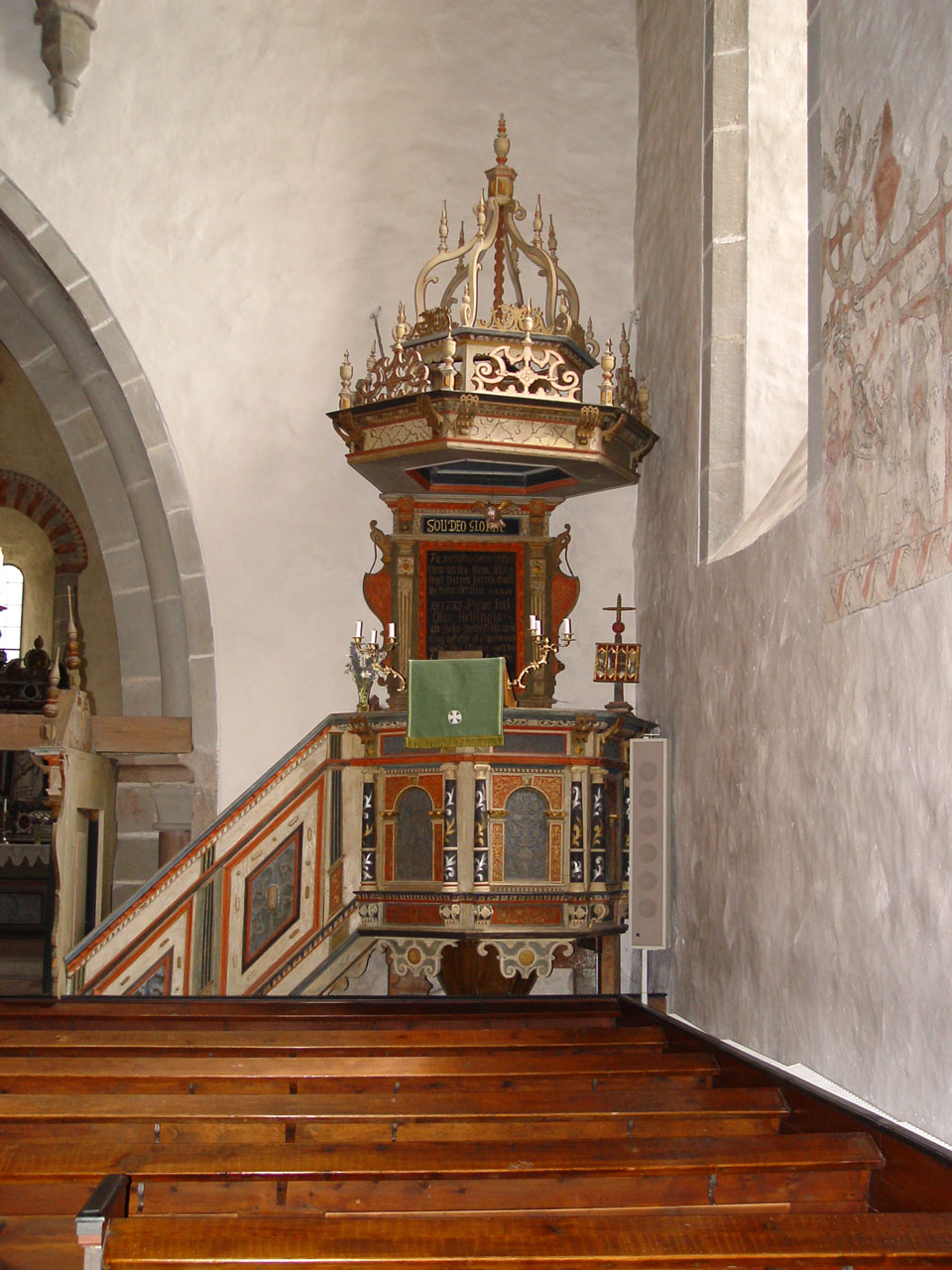
Predikstol från 1628.
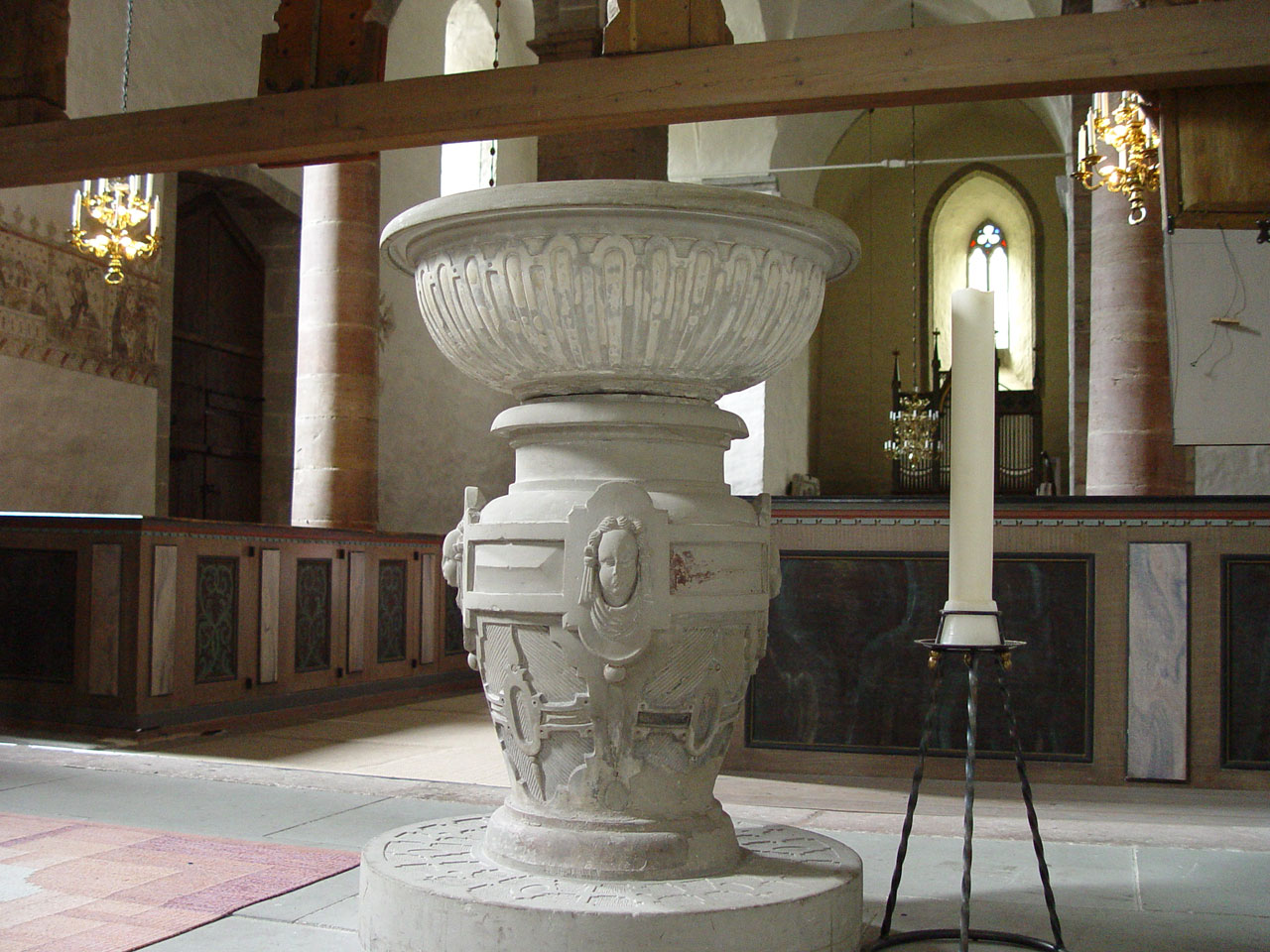
Dopfunt från 1620.
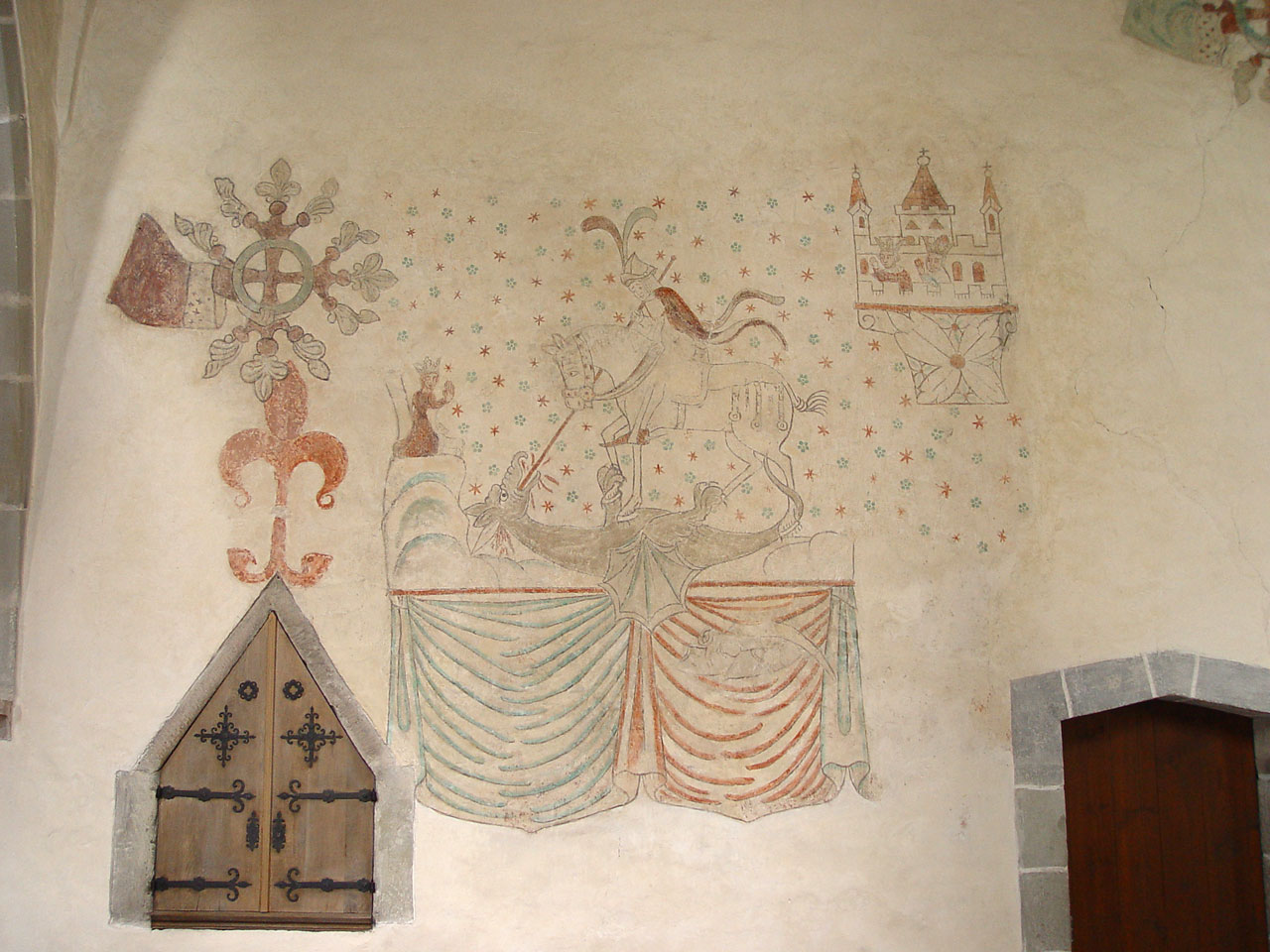
Sankt Görans kamp mot draken. Målningar i koret från 1400-talet.
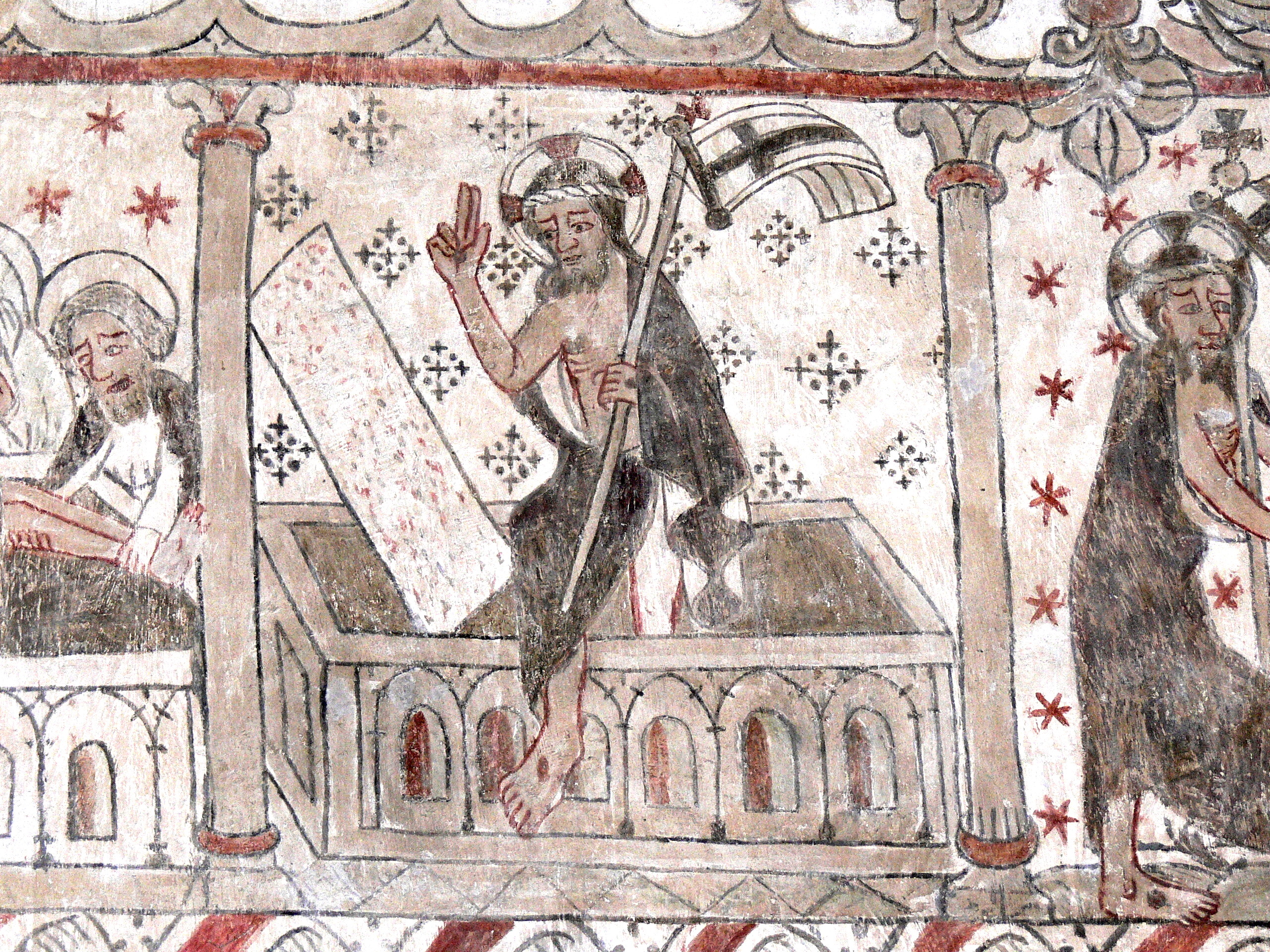
Kristi uppståndelse. Ur målningssvit av Passionsmästaren.
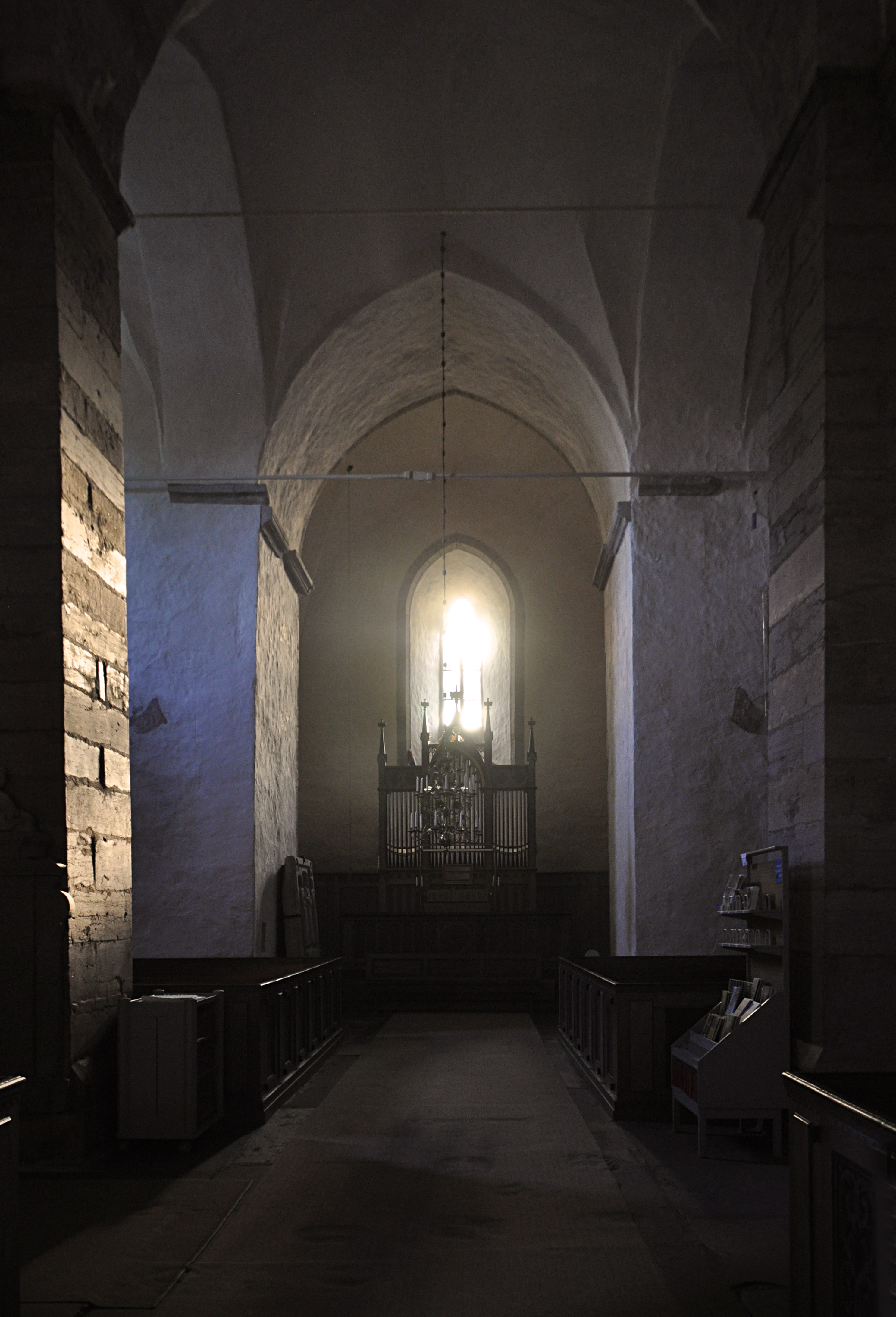
Orgel och västra delen av mittskeppet i kvällsljus.
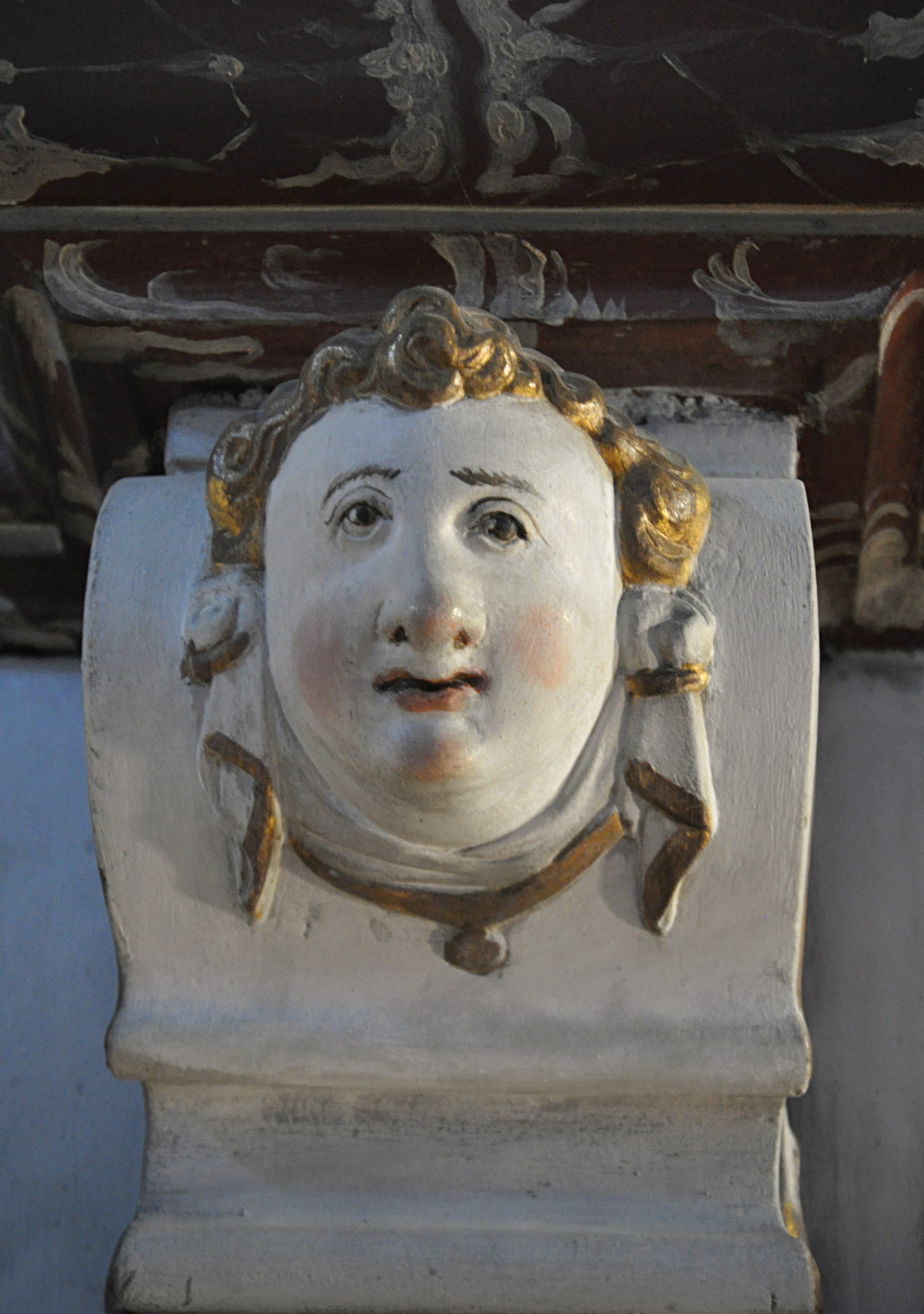
Detalj av epitaf av Peter Cran, 1643.
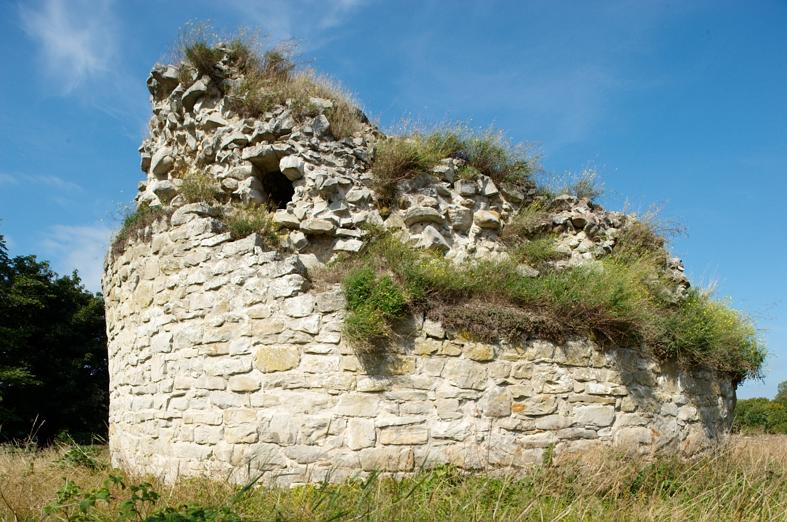
Ruin efter en medeltida kastal.
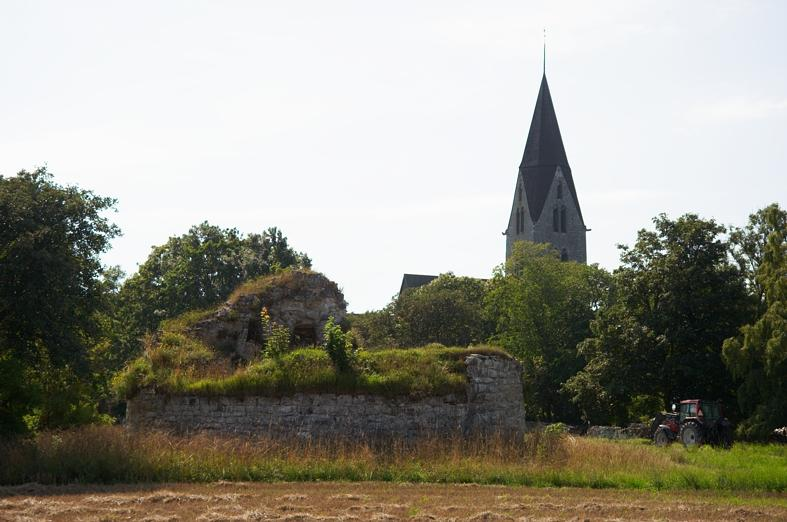
Kyrkan och kastalen.

### Fotnoter
1. ↑  Nationalencyklopedin, Öjamadonnan (hämtad 2022-10-02)
2. ↑  6:1, Riksantikvarieämbetet.

### Webbkällor
- Wikimedia Commons har media som rör Öja kyrka (sida).
- Wikimedia Commons har media som rör Öja kyrka (kategori).
- guteinfo
- på Gotland
- Orgelanders
- Hoburgs församling
- byggnadspresentation